# Континентальная Португалия

Континентальная Португалия и её острова.

Континентальная Португалия (порт. Portugal Continental) — часть территории Португалии, занимающая запад Иберийского полуострова (за исключением испанской Галисии на севере), находящегося, в свою очередь, на юго-западе Континентальной Европы.
Этот термин используется для отличия собственно Португалии от её островных земель, ныне представляющих собой автономные регионы этой страны, совокупность двух архипелагов в северной Атлантике — Азорских островов и Мадейры. В обиходе португальцы часто употребляют сокращённые формы: «континент» (o Continente) и «острова» (as Ilhas).
Экономически и административно Континентальная Португалия делится на пять регионов, являющихся единицами NUTS второго уровня:
- Север
- Центр
- Лиссабон
- Алентежу
- Алгарви

Сама Континентальная Португалия — единица NUTS первого уровня. Она занимает 96,6 % португальской территории (88 967 км² из 92 090 км²), там проживают 95,1 % граждан республики (10,05 из 10,56 млн человек). В прошлом разница между собственно Португалией и всей страной была гораздо более заметной: в XV—XX веках она владела многочисленными и обширными заморскими колониями, составлявшими Португальскую колониальную империю.